# هارون ليبي
هارون ليبي (بالإنجليزية: Aaron Libby)‏ هو سياسي أمريكي، ولد في 4 أبريل 1983 في الولايات المتحدة. حزبياً، نشط في Maine Republican Party ‏ والحزب الجمهوري. وقد انتخب عضو مجلس نواب مين.